# تيتو ألونسو
تيتو ألونسو (بالإسبانية: Tito Alonso)‏ هو ممثل أرجنتيني، ولد في 1926 ببوينس آيرس في الأرجنتين، وتوفي في 1979.

## وصلات خارجية
- تيتو ألونسو على موقع IMDb (الإنجليزية)
- تيتو ألونسو على موقع قاعدة بيانات الفيلم (الإنجليزية)